# Found Footage
Found Footage (deutsch: Gefundenes Filmmaterial) ist ein filmwissenschaftlicher Begriff, der eine Bedeutungserweiterung erlebt hat. Inzwischen werden, je nach Umfeld, Filmbeispiele zweier eigentlich grundverschiedener Genres als Found-Footage-Filme bezeichnet.

## Definitionen und Genrebeschreibungen

### 1.Found Footageals Material-Aneignung
Ursprünglich wurde der Begriff Found-Footage-Film nur für solche Werke benutzt, die ganz oder teilweise aus Material bestehen, welches nicht von den Filmemachern selbst erstellt oder konzipiert wurde. Am häufigsten kommt dieses Subgenre im Bereich des Experimental- und Avantgardefilms vor. Das „gefundene“ Material entstammt allen möglichen Quellen: Filmabfällen und Filmresten, Archivaufnahmen, Amateurfilmen, Lehrfilmen, Unternehmensfilmen, und auch Dokumentarfilmen oder Spielfilmen. Dabei gibt es unterschiedliche Formen des Umgangs mit dem Material, seiner Zusammensetzung und der Art seiner Aneignung und Umdeutung.
Found-Footage-Filme sind eng verwandt mit Kompilationsfilmen und Collage-Filmen, und wie diese vor allem durch ihren Schnitt geprägt. Im Unterschied zum klassischen Kompilationsfilm stellen Found-Footage-Filme mehr den formal-ästhetischen Zustand des gefundenen Materials in den Mittelpunkt und weniger dessen inhaltliche Aspekte. Meistens lösen sie das Material völlig aus seinem ursprünglichen Kontext und deuten es durch die Montage neu.
Diese Definition von Found-Footage-Filmen ist in filmwissenschaftlichen Kreisen weiterhin die Norm.

### 2.Found Footageals Erzählmethode
Seit den 1990er Jahren wird der Begriff Found Footage im populären Film-Jargon auch benutzt, um eine insbesondere bei Horrorfilmen angewandte narrative Gestaltungsmethode zu beschreiben. In der Handlung dieser Filme geht es oft um Aufnahmematerial, das verstorbenen oder vermissten Personen zugeordnet und erst im Nachhinein gefunden wird. Das Material ist kein Found Footage im Sinne der ursprünglichen Definition, sondern es wird speziell für den Film so inszeniert, dass es eine pseudo-dokumentarische Wirkung entfalten kann oder wie authentisches Amateurfilm-Material aussieht. Die Aufnahmen werden häufig von den Schauspielern selbst gemacht, die das Geschehen hinter der Kamera kommentieren und ihre Texte dabei manchmal auch improvisieren. Es gibt aber auch andere Formen. Typischerweise verwenden diese Filme in der Materialbehandlung mindestens eine von vier Gestaltungsmethoden:
- Ich-Perspektive (englisch: First person perspective, oder point of view) – gedreht aus der Subjektive der Hauptfiguren, meist amateurhaft
- Pseudo-dokumentarischer Stil (englisch: pseudo-documentary style) – mit Interviews und anderen Ähnlichkeiten zum Mockumentary
- Reportage-Stil (englisch: news footage style) – gedreht von einem in die Handlung eingebetteten, professionellen Filmteam
- Überwachungs-Stil (englisch: surveillance footage style) – gedreht von statischen Überwachungskameras

Dieses Subgenre, alternativ auch POV-Film (point-of-view film) genannt, wurde durch den Horrorfilm Blair Witch Project (1999) populär und erlebt seitdem eine signifikante Verbreitung. Der 2007 erschienene Horrorfilm Paranormal Activity und dessen nachfolgende Filmreihe gaben dem Genre einen weiteren Schub.

### Abgrenzung und Verknüpfung der Definitionen
Filmwissenschaftler wie David Bordwell kritisieren die Verwendung des Begriffs Found Footage für die fiktionale Erzählmethode, weil dadurch die ursprüngliche Definition ausgehebelt wird, obwohl diese in der Fachliteratur weit verbreitet und etabliert ist. Bordwell spricht stattdessen bei Filmen wie Blair Witch Project oder Cloverfield von discovered footage (deutsch: „entdecktes Material“). Diese subtile semantische Unterscheidung hat sich aber bisher nicht durchsetzen können, wie die zahlreich im Internet kursierenden Listen und Spezialseiten zeigen.
In einem Aufsatz an der Universität Calgary schlägt Felicia Glatz den Begriff Imitation Found Footage Film vor, um die fiktionale Erzählmethode im Horrorfilm-Subgenre zu beschreiben. In dem Versuch, die dokumentarische Echtheit von gefundenem Material zu „imitieren“, sieht sie eine schlüssige Weiterentwicklung der postmodern geprägten Methode der Appropriation, welche sich wiederum aus der Kompilation und der Collage entwickelt habe. Glatz fügt damit jener dreistufigen Chronologie der Fremdmaterial-Nutzung (Kompilation, Collage, Aneignung), wie sie William C. Wees in seinem Buch Recycled Images beschreibt, eine vierte Stufe hinzu: Imitation, geprägt durch die zeitgemäße ästhetische Neigung zur virtuellen Realität.

## Filmbeispiele
→ Liste von Found-Footage-Filmen (Material-Aneignung)

→ Liste von Found-Footage-Filmen (Erzählmethode)

### Bücher
- Cecilia Hausheer, Christoph Settel (Hrsg.): Found Footage Film. VIPER / Zyklop, Luzern 1992, ISBN 3-909310-08-7 (englisch, deutsch). – Bilinguale Aufsatzsammlung.

- William Charles Wees: Recycled images: The art and politics of found footage films. Anthology Film Archives, New York 1993, ISBN 0-911689-19-2 (englisch).

- Stefano Basilico (Hrsg.): Cut: Film As Found Object In Contemporary Video. Milwaukee Art Museum, Milwaukee 2004, ISBN 0-944110-65-7 (englisch). – Aufsatzsammlung.

- Christa Blümlinger: Kino aus zweiter Hand. Zur Ästhetik materieller Aneignung im Film und in der Medienkunst. Vorwerk 8, Berlin 2009, ISBN 978-3-940384-09-6.

- Marente Bloemheuvel, Giovanna Fossati, Jaap Guldemond (Hrsg.): Found footage: cinema exposed. Amsterdam University Press / EYE Film Instituut Nederland, Amsterdam 2012, ISBN 978-90-8964-417-6 (englisch). – Ausstellungskatalog

- Seraina Winzeler: Filme zwischen Spur und Ereignis: Erinnerung, Geschichte und ihre Sichtbarmachung im Found-Footage-Film. ibidem Verlag, Stuttgart 2017, ISBN 978-90-8964-417-6.

#### Bücher zum Horrorfilm-Subgenre
- Alexandra Heller-Nicholas: Found Footage Horror Films: Fear and the Appearance of Reality. McFarland & Company, Jefferson, North Carolina 2014, ISBN 978-0-7864-7077-8 (englisch).

- Andreas Janke: Authentizität im Horrorfilmgenre Imitation Found Footage. Von „The Blair Witch Project“ bis in die Gegenwart. GRIN Verlag, München 2018, ISBN 978-3-668-93119-0.

### Zeitschriften
- Found Footage Magazine. (englisch). – halbjährliches filmwissenschaftliches Journal aus Spanien, welches sich der Analyse von Found Footage in all seinen Ausprägungen widmet.[14]

### Aufsätze
- Michael Zryd: Found Footage-Film als diskursive Metageschichte. (PDF) Craig Baldwins Tribulation 99. In: montage AV. 11. Januar 2002, S. 113–134 (deutsch, übersetzt). – Widmet sich neben seinem Schwerpunkt Tribulation 99 auch allgemeineren Found Footage Themen.

- Josef Bacher: Found Footage-Film. (PDF) International Center for Culture and Management, Wien, 2002, S. 1–47. – Geschichte und Theorie des Found Footage, plus Analyse zu Martin Arnold’s Film passage à l’acte.

- Sean Savage: Transformers: found footage artists and intellectual property. (PDF) Universität New York, 21. Januar 2006, S. 1–11 (englisch). – Auseinandersetzung mit urheberrechtlichen Fragen bei der Aneignung von Fremdmaterial ohne Rechte-Erwerb.

- Felicia Glatz: The Invention of Context. (PDF) Found Footage Filmmaking History and the Imitative Form. Universität Calgary, April 2014, S. 1–68 (englisch). – Sucht das Verbindende zwischen den beiden verschiedenen Definitionen von Found-Footage-Film.

## DVD
- Recycling Film History: Found Footage Filme. In: Der Standard (Hrsg.): Edition: Der österreichische Film. Nr. 11. Hoanzl, Wien 2006, ISBN 3-900625-80-8. – Auswahl von österreichischen Found-Footage-Filmen der Jahre 1992–2006.